# The Printworks

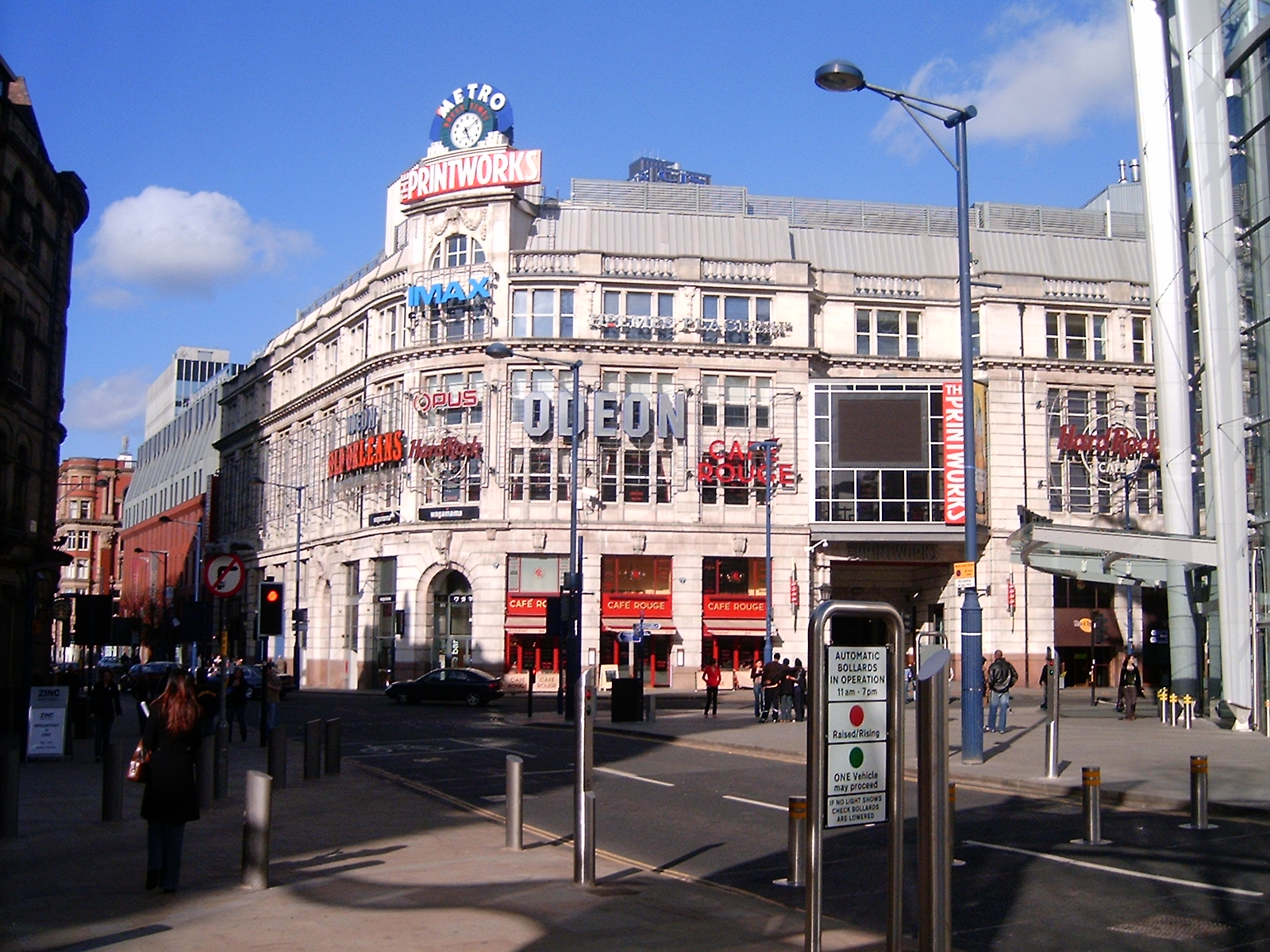
The Printworks, Manchester

The Printworks est une salle de divertissement située à Withy Grove dans le centre-ville de Manchester, en Angleterre. Elle a ouvert en 2000.
Il contient principalement des bars et des discothèques, dont un Hard Rock Cafe, ainsi qu'un centre de loisirs et un cinéma avec un écran 3D IMAX. The Printworks abritait également le Hard Rock Casino de Manchester jusqu'à sa fermeture en 2006.